# Грейс Пейлі
Грейс Пе́йлі (Грейс Гудсайд) (англ. Grace Paley) (народилася 11 грудня 1922 року в Бронксі (Нью-Йорк, США — 22 серпня 2007) — письменниця (США).

## Біографія
Навчалася в Нью-Йоркському університеті.
Основна тема творчості Грейс Пелей — життя нью-йоркського робітництва.
Письменниця — активна учасниця громадського життя Америки. Вона була серед протестуючих проти війни у В'єтнамі, проти нових ядерних розробок військових. Тут вона вірна традиціям свого батька — соціаліста (вихідця з України), який протестував проти політики російського царату (був засланий до Сибіру).
Серед відзнак Грейс Пелей — Гугенгеймська премія (1961) Національного інституту Мистецтва та Літератури.